# Edouard Froidure

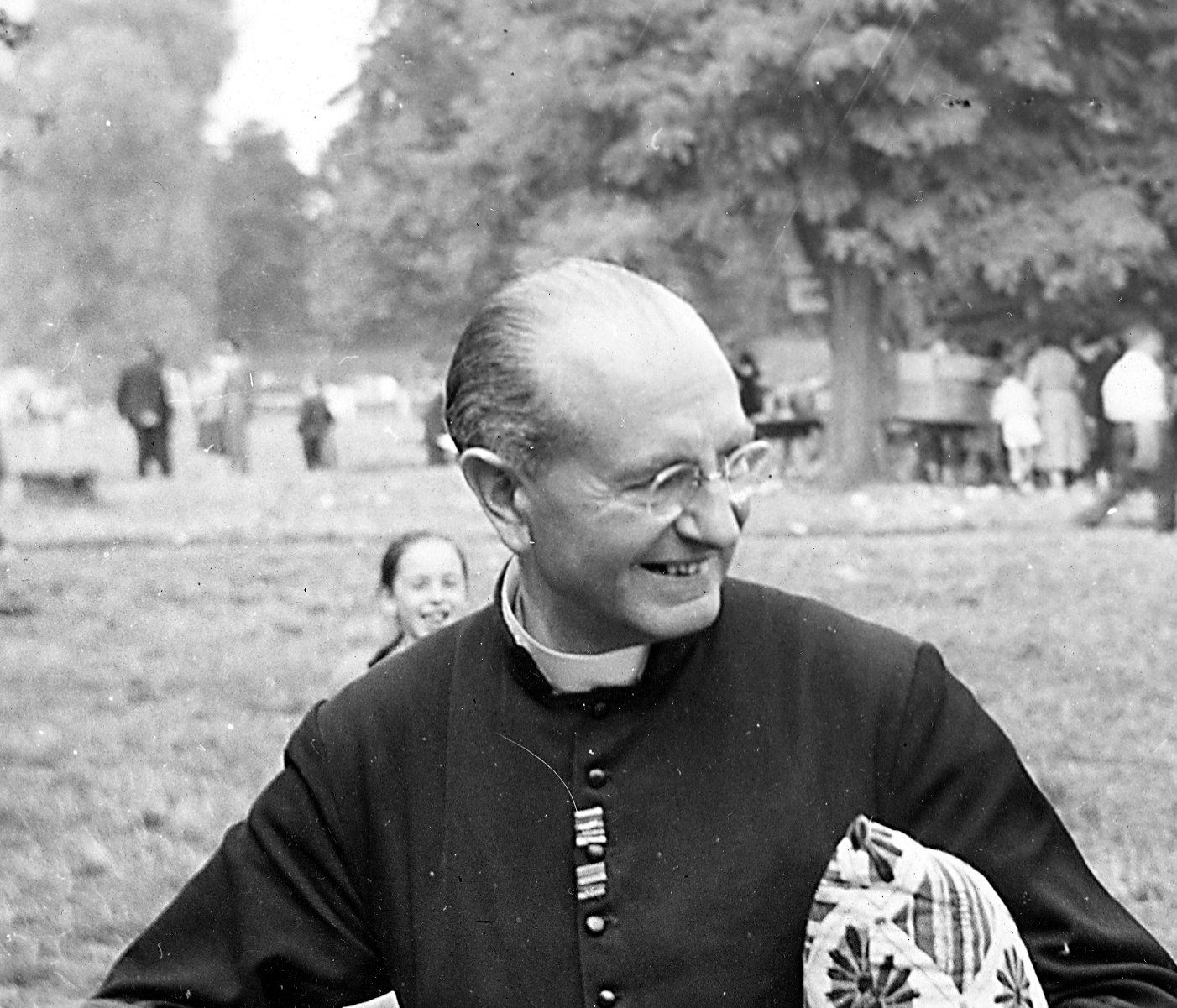
Edouard Froidure

Edouard Froidure (Ieper, 12 april 1899 – Bosvoorde, 10 september 1971) was een Belgisch priester en pedagoog. Hij is bekend als oprichter van de inzamelactie Spullenhulp en zijn werk met kansarme kinderen en vierdewereldgezinnen.

## Levensloop
Froidure was de zoon van Edouard Froidure en Josepha Terol. Hij studeerde aan het college in Ieper en Oostende. Bij het uitbreken van de Eerste Wereldoorlog was de familie een tijdlang op de vlucht. Froidure studeerde verder als soldaat, maar onderbreekt zijn studies om zich in 1918 als 18-jarige aan te melden als vrijwilliger aan het front bij het Belgische leger. Daar neemt hij deel aan het bevrijdingsoffensief in Poelkapelle.
Aanvankelijk wilde Froidure rechten studeren. Hij koos voor het priesterschap en werd op 27 december 1925 priester gewijd in Mechelen. In datzelfde jaar opende het Kardinaal Merciercollege van Eigenbrakel (Braine-l'Alleud) en Froidure werd er priester-leraar. In 1931 werd hij onderpastoor in de parochie Sint-Alène in Vorst. Daar organiseert hij zijn eerste speelpleinen, de dagkolonies Les petits sapins en richtte er een afdeling van KAJ en KSA op. De speelpleinwerking neemt uitbreiding en Froidure krijgt de beschikking over verschillende parken en terreinen rond Brussel. In 1935 richtte hij de vzw Openluchtwerken Brussel op om deze werking te beheren. Om deze werking verder te kunnen uitbouwen onthief de bisschop hem in 1935 van zijn taak als onderpastoor. Froidure schreef in 1936 zijn eerste boek bestemd voor jongens en meisjes Jij die begint lief te hebben. In datzelfde jaar overleed zijn moeder die al enige tijd bij hem inwoonde. In 1939 richtte hij in de Troonstraat in Brussel een school op voor opvoedsters.
Na de oorlog breidde Froidure het aantal tehuizen uit met permanente opvang voor kinderen. Hij opent tehuizen in Koksijde en Anseremme en organiseerde vanaf 1951 vakantieverblijven in Zwitserland. Froidure zette zich nu in om de aandacht van de overheid te vestigen op de verkrotting. In december 1952 bezocht hij met koning Boudewijn en minister van Volksgezondheid Alfred de Taeye de Brusselse krottenwijken. Dit bezoek kreeg veel weerklank in de pers en leidde onder meer tot de zogenaamde tweede wet de Taeye van 7 december 1953 inzake krotopruiming. In 1955 opende Froidure Spullenhulp voor het sorteren en verdelen van tweedehands spullen in Elsene. Hiermee blies hij de acties die hij al in 1936 in Sint-Jans-Molenbeek was begonnen, nieuw leven in.  De organisatie kende sindsdien uitbreiding naar andere steden zoals Antwerpen, en beheerde ook allerlei andere sociale centra en projecten voor daklozen en gezinnen in moeilijkheden.
In 1971 overleed Froidure op 72-jarige leeftijd na een auto-ongeval in Bosvoorde.

## Verzet
Bij het begin van de Tweede Wereldoorlog werd hij opgeroepen als aalmoezenier voor de luchtmacht. Wanneer de Belgische luchtmacht was uitgeschakeld keerde hij terug naar Brussel en schakelde zich in 1940 in in het verzet. Hij zorgde voor onderduikadressen, hielp bij het opzetten van vluchtroutes en bij het verzamelen en doorspelen van informatie voor het Engelse leger. In juli 1941 heropende Froidure de speelpleinen en neemt nu ook veel Joodse kinderen op. Op 9 oktober 1942 werd Froidure gearresteerd door de Gestapo en naar de gevangenis van Sint-Gillis gebracht. Hier maakte hij gebruik van om zijn boek Les sanctions en education te schrijven. Op 4 juli 1943 werd ook zijn medewerkster Suzanne Van Durme opgepakt. Froidure werd geïnterneerd in kamp Esterwegen in het Noordwesten van Duitsland. Vandaar werd hij in april 1944 overgebracht naar een gevangenis in Bayreuth en in december 1944 naar het concentratiekamp in Dachau. Een week voor de bevrijding van Dachau stierf Suzanne Van Durme in het concentratiekamp Bergen-Belsen. In mei 1945 keerde Froidure terug naar België.

## Onderscheidingen
- De Medaille van de weerstand
- Het Oorlogskruis met palm
- Ridder in de Orde van Leopold II met palm, ridder in de Leopoldsorde en ridder in de Kroonorde
- Er wordt hier en daar beweerd dat hij de eretitel Rechtvaardige onder de Volkeren kreeg maar dit is niet juist.[1] Zijn inzet voor de Joden tijdens het nazi-regime is wel bewezen..

## Werken
- Le calvaire des malades au bagne d'Esterwegen, Liège/ Bruxelles, Pax/ Ed.des Stations 1945
- Toi qui commences à aimer, Bruxelles, Ed. Stations de plein air, 1947
- Les sanctions en éducation : récompenses et châtiments,  Bruxelles : Ed. des Stations de plein air, 1948
- La perle du bagne - Suzanne Van Durme, Bruxelles, Editions des stations de plein air, 1950
- Parias 57: Les infra-salariés. Les Taudis. Les Enfants moralement abandonnés ..., Ed. des stations de plein air, 1957
- L'éducation aux valeurs, Bruxelles : Ed. des Stations de plein air, 1961